# Oecetis erskinensis
Oecetis erskinensis is een schietmot uit de familie Leptoceridae. De soort komt voor in het Australaziatisch gebied.